# Pietro Pagany
Pietro Pagany (Pagani) var en italiensk bildhuggare verksam i Sverige 1693-1699.
Man vet via slottsräkenskaperna vilka arbeten Pagany utförde vid slottet. Hösten 1693 utförde han sex stycken medaljonger med apostlar för slottskyrkan vika sannolikt är de som syns i bokverket Suecian. Tillsammans med den franske skulptören René Chauveau arbetade han från 1695 i praktrummen väster om nuvarande Gustav III:s sängkammare med stuckdekorationer. Vid utsmyckningen före och efter branden 1697 utförde han dekorering av taken i norra längans festvåning. I kabinetten på ömse sidor om Karl XI:s galleri utförde han ornamentala detaljer, konsoler och listverk.